# Ouéssa
Ouessa là một tổng thuộc  Ioba (tỉnh) ở phía đông nam Burkina Faso. Thủ phủ là thị xã Ouessa. Dân số năm 2006 là 11.462 người.

## Các thị xã và làng xã
Bekotenga, Dianlé, Hamélé, Kierrim, Kolinka và Langlé.